# تحليل تفاعلي
التحليل التفاعلي (بالإنجليزية: Transactional analysis)‏ وتسمى ايضاُ تحليل المعاملات أو التحليل التبادلي وهو نظرية في علم النفس اسسها الطبيب الأمريكي إيريك بيرن (Eric Bern) من أحدث النظريات في علم النفس المعاصر، والتي استخدمت معطياتها استخداما واسع الانتشار في العلاج النفسي وخاصة في أوربا والولايات المتحدة الأمريكية ، وتعتمد هذه النظرية في منهجها على التحليل الذي لا يقيم وزنا للأحداث الماضية ولا يعتمد على ماضي أو ظروف المريض الذي مر بها الفرد وإنما تركز كل اهتمامها على تحليل ما يمكن أن يمر به مستقبلا من أحداث لتمكنه من إرادة التغيير، وتكوين نسقا متكاملا من الضبط الذاتي (Self Control) حيث يكون باستطاعة الفرد من خلال هذه الطريقة أن يقوم بحرية الاختيار 

## الأهداف
تركز هذه النظرية على عدة هداف معينة وهي:
1. أن يعيش الإنسان التوافق مع نفسه والآخرين باستخدام تحليل المعاملات.
2. علاج الانحرافات النفسية في الأدوار المختلفة للشخص (والد- طفل- راشد).
3. تحرير الراشد، والذي ليس الهدف منه ذلك إلغاء الراشد أو الوالد أو الطفل بل تطويرهم.
4. يهدف أيضاً الي كيفية اختيار ايجابيات كل من الوالد والراشد والطفل.
5. وصول الشخص إلى موقف «أنا على ما يرام، وانتم (الآخرين) على ما يرام» فهذا هو النضج، بحسب هذه النظرية.[3]

## خلاصة
وتتلخص نظرية أيريك بيرن في تحليل نمط أي انسان وأنماط الناس الاتصالية أو المتصلة به في الحياة وحسب هذه المدرسة في علم النفس الحديث يتم تحديد نمط الإنسان النافع المفيد وذلك الجاف وغير المثمر، وكيف يصسبح محبوبا مقبولا من الآخرين في البيت والعمل.في القول بأن الفعل التبادلي (التفاعلي) ينقسم إلى مثير واستجابة، وتلك الاستجابة تتحول مرة أخرى إلى مثير يتطلب بدوره استجابة، ولقد لاحظ بيرن أن الطبيعة التعددية للإنسان تحوى في داخلها ثلاثة شخصيات في ذات واحدة بما يؤدى إلى أن يلعب الإنسان ثلاثة أدوار متسقة مع هذه الشخصيات بالتناوب وربما معا وفي آن واحد.
وهذه المستويات الثلاثة في شخصية الإنسان هي:.
1. الوالدية.
2. الراشد.
3. الطفل. ولقد اعتبر بيرن أن الشخصية الإنسانية تتكون من هذه المستويات أو الرقائق المتفاعلة بناء على ملاحظاته الإكلينيكية المتعددة والمتجمعة من تلك الحالات التي عالجها تحليليا، وفضلا عن ذلك فهو يقرر أن هذه المستويات الثلاث في الشخصية لا تمثل ثلاثة أدوار أو وظائف منفصلة كما هو الحال بالنسبة (للهو والأنا والأنا الأعلى) في نظرية فرويد، وإنما هي وقائع سيكولوجية أو حقائق ظاهراتية.

- الوالدية: وهولا يعنى بالوالدية كل من الوالدين بالمعنى الدقيق للوالدين، وإنما يعنى بها تلك الأحداث المبكرة آتى وقعت للكائن الإنساني في بيئته المحيطة به والتي سجلها المخ واختزلها من الميلاد إلى نحو سن الخامسة من العمر، سواء ما حدث منها عن طريق الوالدين أو من يقوم مقامها.[4] والوالدية. من الميلاد حتى سن خمسة سنوات
- الطفل: وهو استجابة الطفل لكل ما يراه أو يسمعه من أحداث داخلية (داخله) الطفل.من الميلاد حتى سن خمسة سنوات.
- الراشد: وهو الجزء الذي يسجل فيه الكائن الإنساني كل الحقائق والوقائع الخارجية المكتسبة من خلال اختباره للواقع الخارجي، وهو يعتبر هذا الجزء هو الجزء المنطقي الوحيد في هذه المستويات الثلاث للشخصية. الراشد: عند التحرك في البيئة الخارجية المحيطة بالفرد، يوضح المستويات الثلاث في شخصية الإنسان وفقا لنظرية أريك بيرن في التحليل التفاعلي. ومن خلال نظرية التحليل التبادلي يوضح إلى أن الو الدية والراشد والطفل هم ثلاثة مستويات تعمل في داخل الإنسان الذي يقوم االعقل لديه بمهام تسجيل الأحداث والوقائع ويختزنها، وهي لا تضيع بمعنى أن الإنسان لا يستطيع حتى لو أراد أن يمسحها من شريط التسجيل، لكنه قد يتمكن من إيقاف التسجيل أو تشغيله كلما أراد. وهكذا حسب هذه النظرية يفترض بيرن أربعة أوضاع للحياة يلخصها النسق الرياضي التالي:

1. أنا لست على ما يرام –أنت على ما يرام.
2. أنا لست على ما يرام –أنت لست على ما يرام.
3. أنا على ما يرام –أنت لست على ما يرام.
4. أنا على ما يرام –أنت على ما يرام. ويعتبر بيرن الوضع الرابع (الأخير) هو الوضع الأمثل للشخصية السوية على حين أن الأوضاع الثلاث الأولى نتاج تفاعلات الراشد المتمخضة داخل الإنسان (الطفل)، ويظل (الطفل) في الوضع الذي أختاره حتى ولو كان راشدا. وهذا يفسر كل ما يفعله الإنسان طوال حياته فيما بعد الطفولة وخلال رحلة العمر، إلا إذا استطاع بوعي كامل أن يغير الوضع المثبت عليه، في أي وضع من الأوضاع الثلاثة المذكورة ليصل إلى الوضع الرابع.وفي هذا الوضع في نظر بيرن الوضع الأمثل الذي يعبر عن سواء الشخص المقترن بسواء الآخرين (أنا على ما يرام –أنت على ما يرام). ويرى بيرن أن الأوضاع الثلاثة الأول (1+2+3) تتم في اللاشعور وتعتمد على المشاعر والأحاسيس، بينما الوضع الرابع يتم في حيز الشعور، ويعتمد على التفكير والثقة بالذات، والأوضاع الثلاثة الأول تعتمد على طرح الذات للسؤال (لماذا) على حين أن الوضع الرابع يتعلق بطرح سؤال أخر هو لما لا يكون أي هو وضع متعلق بالقرار الممكن اتخاذه.

## التاريخ
مؤسس هذه النظرية هو الطبيب النفسي الأمريكي اريك بيرن (Eric Berne)، ذو اهتمام خاص بالتحليل النفسى، وقد بدأت الفكرة في مجال عملى بعيد عن التنظير، وذلك أن هذا الطبيب كان يحاول أن يختبر حدسه الإكلينيكى في معرفة مهنة المجند القادم للاستشارة (حيث كان 'بيرن' يعمل في الجيش حينذاك). وإذا به يكتشف في نفسه هذه القدرة المميزة، ثم يكتشف كيف يمكن تدريبها عمليا وبنظام محدد، ثم يكتشف من خلالها التكوين التركيبى للنفس الإنسانية من عدة حالات للذات Ego State وليس من عدة أجزاء مكونة لما هو ذات واحدة. وفي تطبيقاته العملية في مجال الإكلينيكى وفي العلاج خاصة بدأ يحدد خطوتى هذه النظرية وهما:
أولا: التحليل التركيبي (Structural Analysis) والذي يعنى به تحديد قوى وشحن كل من حالات الذات ومجالات نشاطها بالنسبة لبعضها البعض وبالنسبة للحالة الواعية للإنسان.
وثانيا: التحليل التفاعلاتى (Transactional Analysis)، ويعنى به طريقة التفاعل المتداخلة بين حالات الأنا لفرد ما وحالات الأنا للآخر موضوع التفاعل، وقد سميت النظرية باسم هذه المرحلة الثانية رغم أهمية المرحلة الأولى وأصالتها.
وقد بدأت تطبيقات معطيات هذه النظرية في مجال الطب النفسى وخاصة مجال العلاج النفسى الفردى الجمعى، الا أن تطبيقها انتشر في مجالات عديدة أخرى أهمها مجالى التربية.

## وصلات خارجية
- The International Transactional Analysis Association
  - ITAA biography of Eric Berne
- European Association for Transactional Analysis
- The Berne Institute in England
- Institute of Transactional Analysis
- Official websiste of Dr. Eric Berne maintained by his family
- Claude M. Steiner website
- Tony White website
- Dr David Malkin website